# Доверчивый древолаз
Дове́рчивый древола́з (лат. Mannophryne neblina) — вид бесхвостых земноводных из семейства Aromobatidae.
Один из самых крупных видов рода. Встречается на ограниченной территории на высоте от 900 до 1100 м над уровнем моря в лесах национального парка Henri Pittier в штате Арагуа в Венесуэле. С момента своего открытия этот вид описан не был. За последние 10 лет поиски этого вида не увенчались успехом.